# Hypnum sauteri

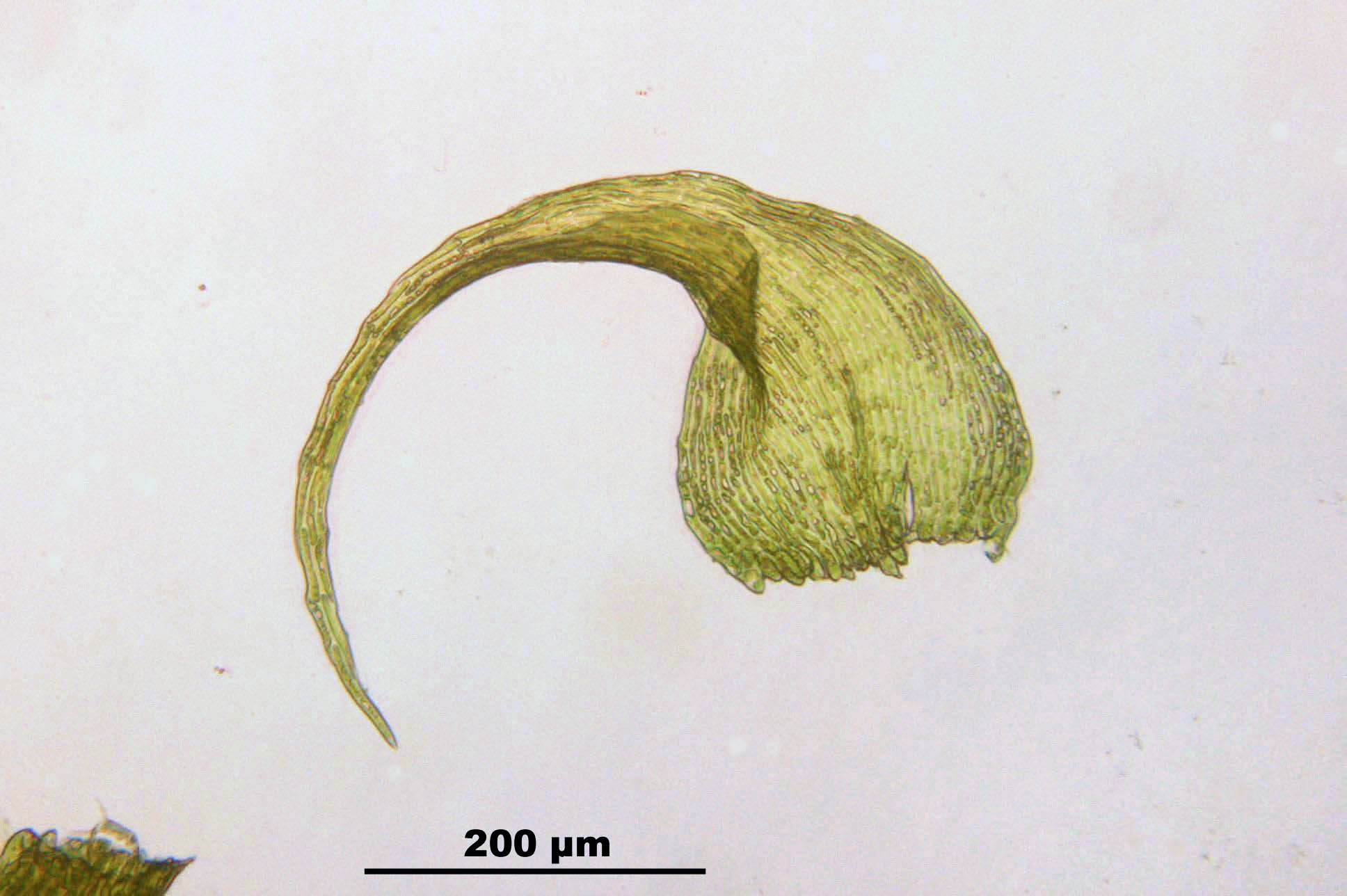
Blatt

Hypnum sauteri ist ein pleurokarpes Laubmoos aus der Familie Hypnaceae, das nach dem Tiroler Arzt Anton Sauter (1800–1881) benannt ist. Deutsche Namen sind Zierliches Schlafmoos oder Sauters Schlafmoos.

## Merkmale
Die Pflanzen dieser Moosart sind sehr klein, bis 2 Zentimeter lang, und bilden mit den kriechenden und unregelmäßig gefiederten Stämmchen gelbgrüne bis goldbraune, dem Untergrund meist fest anhaftende Überzüge. Die einseitswendigen, aus breiter Basis lanzettlich pfriemenförmigen, sichelförmig bis kreisrund gebogenen Blätter sind nur bis 0,3 Millimeter breit und ganzrandig bis schwach gezähnelt. Eine Blattrippe fehlt oder ist schwach angedeutet. Es sind nur wenige quadratische bis rechteckige Blattflügelzellen vorhanden. Die Zellen der Blattmitte sind 25 bis 60 µm lang, gewöhnlich nicht getüpfelt und dickwandig, die der Blattbasis breiter, verlängert-rechteckig, gelblich und getüpfelt. Die nur spärlich vorhandenen Pseudoparaphyllien sind breit-lanzettlich bis eiförmig. Der Stämmchenquerschnitt weist keinen Zentralstrang und keine hyaline Außenrinde auf.
Die Sporophyten besitzen eine bis 17 Millimeter lange, rötlich-braune Seta, eine geneigte bis waagrechte, gekrümmte und längliche Kapsel mit kegeligem, kurz und stumpf geschnäbeltem Deckel. Das Moos ist monözisch. Es fruchtet häufig.

## Verbreitung und Standortansprüche
Hypnum sauteri mit subarktisch-subalpiner Verbreitung kommt nur in Europa vor. Das Moos ist kalkliebend und wächst auf feuchtem Gestein in schattigen bis lichten Lagen in montanen bis subalpinen Höhenlagen.